# Astrid Jacobsen
Astrid Uhrenholdt Jacobsen, född 22 januari 1987 i Trondheim, är en norsk före detta längdskidåkare som tävlade för IL Heming i Oslo.
Jacobsen slog igenom vid junior-VM 2005 i Rovaniemi (Finland) där hon blev tvåa i sprint, ett resultat som hon förbättrade vid junior-VM året efter i slovenska Kranj där hon både vann sprinten och 5 kilometer klassiskt.
2007/08 tog hon sin första pallplats vid världscuptävlingarna i estniska Otepää där hon blev tvåa i en sprinttävling efter Virpi Kuitunen. Hennes första världscupseger kom säsongen efter i Rybinsk den 15 december 2007 då hon vann 15 kilometer masstart.
Jacobsen kom tvåa i Tour de Ski 2013/2014, efter landsmaninnan Therese Johaug.
Under invigningen av olympiska spelen i Sotji 2014 nåddes Jacobsen av beskedet att hennes bror Sten Anders hade begått självmord men hon hamnade på en fjärde plats i sprinten.
Det blev hennes bästa individuella resultat under detta olympiska spel. Hennes bästa resultat i olympiska spelen blev ett guld i damernas stafett i Pyeongchang 2018.
Vid världsmästerskapen i Falun 2015 tog hon silver i skiathlon efter en stenhård spurt mot svenskan Charlotte Kalla. Några dagar senare tog hon guld tillsammans med sina lagkamrater i stafetten.
I Tour de ski 2019/2020 vann Jacobsen masstarten på 10 km i klassisk stil i italienska Val di fiemme. 
Dagen efter kom hon på en andra plats i sprinten i klassisk stil, även den gick i Val di fiemme.
Inför den avslutande finalen som alltid avslutas upp för slalombacke vid Alpe Cermis låg Jacobsen på en andra plats men tappade mycket i slalombacken och slutade på en femte plats totalt.
Den 22 april 2020 meddelade Jacobsen att hon skulle avsluta karriären för att fokusera på sina läkarstudier.

## Meriter
- Guld i sprint vid VM i Sapporo 2007
- 1 världscupseger
- Tvåa i Tour de Ski 2013/2014
- Silver i skiathlon vid VM i Falun 2015

### Fotnoter
1. ↑  ”Långt efter i Rybinsk” (på svenska). Svenska dagbladet. 15 december 2007. https://www.svd.se/langt-efter-i-rybinsk. Läst 17 september 2017.
2. ↑  Malin Wahlberg (27 februari 2015). ”Guldmedaljören missar tremilen” (på svenska). Sportbladet. http://www.aftonbladet.se/sportbladet/vintersport/skidor/article20389735.ab. Läst 17 
september 2017.
3. ↑  ”Norska längdstjärnan avslutar karriären – satsar på läkaryrket”. SVT Sport. https://www.svt.se/sport/langdskidor/norska-langdstjarnan-avslutar-karriaren-satsar-pa-lakaryrket. Läst 23 april 2020.